# Rudolf Lipschitz
Rudolf Otto Sigismund Lipschitz (14. května 1832 Královec, Prusko – 7. října 1903 Bonn, Německé císařství) byl německý matematik, žák Dirichleta a učitel Felixe Kleina. Zabýval se mnoha oblastmi matematiky, například matematickou analýzou, teorií spojitosti, teorií čísel, algebry s umocňováním, diferenciální geometrií či klasickou mechanikou. Je po něm pojmenován koncept Lipschitzovsky spojitého zobrazení a Lipschitzův kvaternion.
Lipschitz nastoupil na univerzitu v Královci, kde studoval pod vedením Franze Neumanna, v poměrně mladém věku. Následně odešel do Berlína, kde studoval pod vedením Petra Gustava Dirichleta. Navzdory zdravotním problémům ukončil doktorská studia již v roce 1853.